# 鎌倉時代の人物一覧
鎌倉時代の人物一覧（かまくらじだいのじんぶついちらん）では、鎌倉時代の主要な人物を一覧で示す。

## 朝廷

### 天皇
- 後白河天皇……第77代天皇。
- 二条天皇……第78代天皇。
- 六条天皇……第79代天皇。
- 高倉天皇……第80代天皇。
- 安徳天皇……第81代天皇。
- 後鳥羽天皇……第82代天皇。
- 土御門天皇……第83代天皇。
- 順徳天皇……第84代天皇。
- 仲恭天皇……第85代天皇。
- 後堀河天皇……第86代天皇。
- 四条天皇……第87代天皇。
- 後嵯峨天皇……第88代天皇。
- 後深草天皇……第89代天皇。
- 亀山天皇……第90代天皇。
- 後宇多天皇……第91代天皇。
- 伏見天皇……第92代天皇。
- 後伏見天皇……第93代天皇。
- 後二条天皇……第94代天皇。
- 花園天皇……第95代天皇。
- 後醍醐天皇……第96代天皇。

### 貴族・公家

#### 近衛家
- 近衛基実 ……藤原忠通の子。正二位。摂政。関白。左大臣。贈正一位。太政大臣。近衛家の祖。
- 近衛基通 ……基実の子。従一位。摂政。関白。内大臣。
- 近衛家実 ……基通の子。従一位。関白。太政大臣。准三后。
- 近衛道経 ……基通の子。正二位。右大臣。
- 近衛兼経 ……家実の子。従一位。摂政。関白。太政大臣。
- 近衛家通 ……家実の子。正二位。左大臣。
- 近衛基平 ……兼経の子。従一位。関白。左大臣。
- 近衛家基 ……基平の子。従一位。関白。右大臣。
- 近衛兼教 ……基平の子。従一位。准大臣。
- 近衛家平 ……家基の子。従一位。関白。左大臣。
- 近衛経忠 ……家平の子。従一位。関白。左大臣。
- 近衛経平 ……家基の子。従一位。左大臣。

#### 鷹司家
- 鷹司兼平

#### 九条家
- 九条兼実……藤原忠通の子。従一位。摂関。太政大臣。九条家の祖。
- 九条良経……兼実の子。従一位。摂関。太政大臣。
- 九条良平……兼実の子。良経養子。太政大臣。
- 九条良輔……兼実の子。左大臣。早世。
- 九条道家……良経の子。将軍頼経の父。従一位。摂関。左大臣。
- 九条教家……良経の子。大納言。書家。弘誓院流を確立。
- 九条基家……良経の子。内大臣。歌人。月輪家の祖。
- 九条教実……道家の子。従一位。摂政関白。左大臣。
- 九条忠家……教実の子。従一位。摂関。内大臣。摂家九条家を確立。
- 九条忠教……忠家の子。従一位。関白。左大臣。
- 九条師教……忠教の子。従一位。摂政。左大臣。歌人。
- 九条房実……忠教の子。従一位。関白。兄師教の後を継ぐ。
- 九条道教……師教の子。従一位。関白。左大臣。叔父房実の後を継ぐ。

#### 一条家
- 一条実経……道家の子。従一位。摂関。左大臣。氏長者。一条家の祖。

#### 二条家
- 二条良実

#### 土御門家
- 土御門通親……源雅通の子。正二位。内大臣。
- 土御門定通……通親の子。土御門家の祖。正二位。内大臣。
- 土御門通行……通親の子。正二位。権大納言。定通の弟。
- 土御門顕定……定通の子。正二位。権大納言。早く出家。
- 土御門通持……通行の子。従二位。参議。
- 土御門定実……顕定の子。従一位。太政大臣。
- 土御門雅房……定実の子。正二位。大納言。

#### 大炊御門家
- 大炊御門頼実……藤原経宗の子。従一位。太政大臣。

#### 西園寺家
- 西園寺公経……藤原実宗の子。従一位。太政大臣。

#### 万里小路家
- 万里小路資通……吉田資経の子。従三位。万里小路家の祖。
- 万里小路宣房……資通の子。後醍醐天皇の近臣（後の三房）。従一位。大納言。
- 万里小路藤房……宣房の子。正二位。中納言。

#### 甘露寺家（吉田家）
- 吉田経房……藤原光房の子。吉田家の祖。日記に『吉記』。正二位。権大納言。
- 吉田定経……経房の子。歌人。従三位。参議。
- 吉田資経……定経の子。正三位。参議。大宰大弐。
- 吉田経長……為経の子。日記に『吉経記』。正二位。権大納言。
- 吉田定房……経長の子。後醍醐天皇の近臣（後の三房）。従一位。内大臣。
- 吉田隆長……経長の子。『吉口記』を編纂。正三位。権中納言。
- 吉田冬方……経長の子。従二位。権中納言。
- 甘露寺藤長……隆長の子。正二位。権中納言。甘露寺家の祖。

#### 日野家
- 日野資実……藤原兼光の子。歌人。正二位。権中納言。
- 日野家宣……資実の子。従三位。参議。
- 日野家光……資実の子。従二位。権中納言。
- 日野光国……資実の子。従三位。非参議。
- 日野資宣……家光の子。日記に『仁部記』。正二位。権中納言。民部卿。
- 日野俊光……資宣の子。権大納言。歌人。
- 日野資朝……俊光の子。従三位。権中納言。元弘の乱で処刑。
- 日野俊基……種範の子。従四位下。右中弁。元弘の乱で処刑。
- 柳原資明……俊光の子。柳原家の祖。正二位。権大納言。

#### 御子左家
- 藤原定家……歌人。藤原俊成の子。正二位。権中納言。『小倉百人一首』、『新古今和歌集』などを撰進。『明月記』の著者。

#### その他
- 一条能保……藤原通重の子。従二位。権中納言。
- 北畠親房……北畠師重の子。正二位。大納言。准三宮。『神皇正統記』の著者。
- 千種忠顕……六条有忠の子。従三位。参議。足利直義の軍と戦い戦死。千種家の祖。

## 幕府

### 鎌倉将軍
- 源頼朝……鎌倉幕府初代将軍。
- 源頼家……鎌倉幕府第2代将軍。
- 源実朝……鎌倉幕府第3代将軍。
- 藤原頼経……鎌倉幕府第4代将軍。
- 藤原頼嗣……鎌倉幕府第5代将軍。
- 宗尊親王……鎌倉幕府第6代将軍。
- 惟康親王……鎌倉幕府第7代将軍。
- 久明親王……鎌倉幕府第8代将軍。
- 守邦親王……鎌倉幕府第9代将軍。

### 将軍家の一族
- 一幡
- 公暁
- 阿野全成
- 阿野時元
- 源義経

### 執権（北条家）
- 北条時政……鎌倉幕府初代執権。
- 北条義時……鎌倉幕府第2代執権。
- 北条泰時……鎌倉幕府第3代執権。
- 北条経時……鎌倉幕府第4代執権。
- 北条時頼……鎌倉幕府第5代執権。
- 北条長時……鎌倉幕府第6代執権。
- 北条政村……鎌倉幕府第7代執権。
- 北条時宗……鎌倉幕府第8代執権。
- 北条貞時……鎌倉幕府第9代執権。
- 北条師時……鎌倉幕府第10代執権。
- 北条宗宣……鎌倉幕府第11代執権。
- 北条煕時……鎌倉幕府第12代執権。
- 北条基時……鎌倉幕府第13代執権。元弘の乱で自刃。
- 北条高時……鎌倉幕府第14代執権。東勝寺合戦で自刃。
- 北条貞顕……鎌倉幕府第15代執権。東勝寺合戦で自刃。
- 北条守時……鎌倉幕府第16代執権。新田義貞軍に攻められ自刃。

### 連署
- 北条時房……鎌倉幕府初代連署。
- 北条重時……鎌倉幕府第2代連署。
- 北条政村……鎌倉幕府第3、5代連署。
- 北条時宗……鎌倉幕府第4代連署。
- 北条義政……鎌倉幕府第6代連署。
- 北条業時……鎌倉幕府第7代連署。
- 大仏宣時……鎌倉幕府第8代連署。
- 北条時村……鎌倉幕府第9代連署。
- 大仏宗宣……鎌倉幕府第10代連署。
- 北条貞顕……鎌倉幕府第12代連署。

### その他北条一族
- 北条朝時……義時の子。名越流北条氏の祖。従四位下。
- 北条有時……義時の子。評定衆。
- 北条朝直……時房の子。大仏流北条氏の祖。評定衆。引付衆。
- 北条時氏……泰時の子。六波羅探題北方。
- 北条実時……実泰の子。小侍所別当。評定衆。引付衆。
- 北条光時……朝時の子。宮騒動を勃発させ配流。
- 北条時幸……朝時の子。宮騒動で自害。
- 北条時章……朝時の子。評定衆。二月騒動において殺害される。
- 北条教時……朝時の子。評定衆。二月騒動で討死。
- 北条時茂……重時の子。六波羅探題北方。尊氏の曾祖父。
- 北条兼時……有時の子。
- 北条義宗……長時の子。二月騒動に出陣。評定衆。
- 北条時輔……時頼の子。二月騒動で誅殺される。
- 北条宗政……時頼の子。評定衆。
- 北条宗頼……時頼の子。長門探題。
- 北条兼時……宗頼の子。六波羅探題南北方。
- 北条時兼……業時の子。四番引付頭人。評定衆。
- 北条宗方……宗頼の子。六波羅探題北方。評定衆。嘉元の乱で討死。
- 北条久時……義宗の子。歌人。六波羅探題北方。評定衆。寄合衆。
- 北条貞房……宣時の子。歌人。引付衆。評定衆。六波羅探題南方。
- 北条実政……実時の子。長門探題。異国討伐大将となり元軍を撃退。
- 北条泰家……貞時の子。
- 北条仲時……基時の子。六波羅探題北方。尊氏に攻められ自刃。
- 北条時益……時敦の子。六波羅探題南方。尊氏に攻められ逃走時に野伏に討たれる。
- 北条英時……久時の子。歌人。鎮西探題。尊氏に攻められ自害。
- 北条貞将……貞顕の子。評定衆。引付頭人。六波羅探題南方。義貞軍との戦いで戦死。

### 北条氏女性
- 北条政子……時政の子。頼朝の妻。尼将軍。
- 檜皮姫……時氏の子。頼嗣の正室。
- 葛西殿……重時の子。時頼の正室。時宗の母。

### 御家人
- 足利義兼……足利義康の子。足利氏の第2代当主。
- 足利義氏……義兼の子。足利氏の第3代当主。三河守護。
- 足利泰氏……義氏の子。足利氏の第4代当主。
- 足利頼氏……泰氏の子。足利氏の第5代当主。
- 足利家時……頼氏の子。足利氏の第6代当主。
- 足利貞氏……家時の子。足利氏の第7代当主。足利尊氏の父。
- 足利尊氏……貞氏の子。足利氏の第8代当主。鎌倉幕府に叛旗を翻し幕府を滅亡に追い込む。後に北朝を興し室町幕府を開く。
- 足利直義……貞氏の子。兄の尊氏と対立。
- 足立遠元……藤原遠兼の子。足立氏の祖。
- 安達盛長……小野田兼広または小野田兼盛の子。安達氏の祖。
- 安達時長……盛長の子。大曾禰氏の祖。
- 安達義景……安達景盛の子。評定衆。引付頭人。
- 安達長泰……時長の子。引付衆。
- 安達泰盛……義景の子。霜月騒動により自害。
- 安達頼景……義景の子。六波羅探題。評定衆。
- 安達顕盛……義景の子。引付衆。評定衆。
- 安達長景……義景の子。引付衆。歌人。霜月騒動により自害。
- 安達宗景……泰盛の子。霜月騒動により自害。
- 安達盛宗……泰盛の子。岩門合戦にて敗死。
- 安達時盛……義景の子。評定衆。
- 安達時顕……安達宗顕の子。東勝寺合戦にて自害。
- 安達高景……時顕の子。父とともに自害したという説もある。
- 安保実員……安保実光の子。播磨守護。
- 伊賀朝光……藤原光郷の子。伊賀氏の祖。
- 伊賀光季……朝光の子。承久の乱により自害。
- 伊賀光宗……朝光の子。伊賀氏事件にて配流。後に復帰。
- 伊佐為宗……常陸入道念西の子。承久の乱にて戦死。
- 稲毛重成……小山田有重の子。畠山重忠の乱にて殺害される。
- 太田時連……太田康有の子。永仁三年記を著す。
- 大内惟義……平賀義信の子。6ヵ国の守護。
- 大内惟信……惟義の子。承久の乱のため配流。
- 大江広元……政所初代別当。
- 大江親広……広元の子。承久の乱に敗れて隠棲する。
- 小沢重政……稲毛重成の子。畠山重忠の乱により殺害される。
- 大河兼任……大河兼任の乱を引き起こす。
- 大友能直……中原親能の猶子。近藤能成の子。大友氏の祖。
- 大友親秀……能直の子。
- 大友貞親……大友頼泰の子。大友氏第5代当主。万寿寺を建立。
- 大庭景義……大庭景宗の子。

か
- 梶原景時……頼朝の側近。梶原景時の変で滅ぼされる。
- 梶原景季……景時の子。梶原景時の変で討死。
- 片岡常春……海上常幹の子。
- 糟屋有季……糟屋盛久の子。比企能員の変で討死。
- 加藤景廉……加藤景員の子。
- 加藤光員……景員の子。承久の乱で京方につく。
- 河越重頼……葛貫能隆の子。頼朝に誅殺される。
- 河越重房……重頼の子。父とともに誅殺される。
- 河越重員……重頼の子。
- 河越貞重……経重または宗重の子。元弘の乱で自害。
- 河越高重……貞重の子。
- 後藤基綱……後藤基清の子。歌人。
- 京極氏信……佐々木信綱の子。引付衆。評定衆。
- 京極宗綱……氏信の子。能登守。
- 京極貞宗……宗綱の子。嘉元の乱で戦死。
- 工藤祐経……工藤祐継の子。曾我兄弟の仇討ちで討死。
- 熊谷直実……熊谷直貞の子。「敦盛最期」の逸話が知られる。

さ
- 佐々木定綱……佐々木秀義の子。
- 佐々木経高……秀義の子。承久の乱で自害。
- 佐々木盛綱……秀義の子。治承・寿永の乱で活躍。
- 佐々木高綱……秀義の子。宇治川の先陣争いが知られる。
- 佐々木義清……秀義の子。出雲源氏の祖。
- 島津忠久……島津氏の祖。
- 島津忠綱……忠久の子。越前国守護代。
- 島津忠景……忠綱の子。歌人。
- 渋谷重国……河崎重家の子。
- 渋谷高重……重国の子。和田合戦で討死。
- 渋谷重助……重国の子。
- 下河辺行平……下河辺行義の子。
- 下河辺政義……行義の子。
- 小代行平……小代遠弘の子。
- 庄高家……庄家弘の子。
- 少弐資能……武藤資頼の子。少弐氏の祖。
- 少弐経資……資能の子。
- 少弐景資……資能の子。岩門合戦で敗死。
- 相馬師常……千葉常胤の子。相馬氏初代。
- 相馬義胤……師常の子。相馬氏第2代当主。

た
- 竹崎季長……元寇で活躍。『蒙古襲来絵詞』で著名。
- 武田信光……武田信義の子。甲斐武田氏第5代当主。
- 武田信政……信光の子。甲斐武田氏第6代当主。
- 武田信時……信政の子。甲斐武田氏第7代当主。
- 千葉常胤……千葉常重の子。千葉氏中興の祖。
- 土肥実平……中村宗平の子。
- 伴野時長……小笠原長清の子。
- 豊島清元……豊島康家の子。清光の名で知られる。

な
- 長井泰秀……長井時広の子。
- 長井時秀……泰秀の子。
- 長井宗秀……時秀の子。『吾妻鏡』の作者に擬せられる。
- 中原親能……中原広季の子。摂津氏・大友氏の祖。
- 中原師員……中原師茂の子。
- 中原師連……師員の子。評定衆。
- 二階堂行政……工藤行遠の子。二階堂氏の祖。
- 二階堂貞藤……二階堂行藤の子。幕府滅亡後に処刑。
- 二階堂行光……行政の子。政所執事。
- 二階堂行村……行政の子。評定衆。隠岐守。
- 二階堂行盛……行光の子。政所執事。評定衆。
- 二階堂行忠……行盛の子。政所執事。
- 二階堂行貞……行宗の子。政所執事。
- 二階堂行方……行村の子。評定衆。引付頭人。
- 新田義重……源義国の子。新田氏祖。
- 新田義貞……朝氏の子。幕府に反旗を翻し滅亡に追い込む。

は
- 畠山重忠……畠山重能の子。畠山重忠の乱で滅ぼされる。
- 畠山重保……重忠の子。父とともに討死。
- 八田知家……八田宗綱の子。
- 比企能員……比企能員の変で謀殺される。
- 比企朝宗……比企遠宗の子か。
- 榛谷重朝……小山田有重の子。畠山重忠の乱で討死。
- 平賀朝雅……平賀義信の子。北条義時に誅殺される。
- 堀親家……比企の変の後に謀殺される。

ま
- 三浦義澄……三浦義明の子。
- 三浦義村……義澄の子。
- 三浦泰村……義村の子。宝治合戦で自害。
- 三浦光村……義村の子。宝治合戦で自害。
- 源光行……源光遠の子。文学者。歌人。
- 源親行……光行の子。河内本を大成。
- 三善康信……三善康光の子。
- 毛利季光……大江広元の子。宝治合戦で自害。
- 望月重隆……望月国親の子。
- 師岡重経……葛貫能隆の子。
- 武藤資頼……鎮西奉行。5か国守護。

や
- 山内首藤経俊……山内首藤俊通の子。
- 結城朝光……小山政光の子。
- 結城親光……結城宗広の子。
- 山本時綱……正中の変に出陣。

ら
わ
- 和田義盛……杉本義宗の子。和田合戦で滅ぼされる。

### 文士
- 藤原邦通……頼朝右筆。
- 藤原俊兼……頼朝右筆。

### 武家所縁女性
- 治部卿局……平知盛正室。後高倉院乳母。
- 姫の前……比企朝宗の娘。北条義時正室。
- 若狭局……比企能員の娘。一幡生母。
- 竹御所……源頼家の娘。藤原頼経正室。
- 伊賀の方……北条義時継室。伊賀氏事件を首謀。
- 矢部禅尼……三浦義村の娘。北条泰時正室。
- 松下禅尼……安達景盛の娘。北条時氏正室。
- 覚山尼……安達義景の娘。北条時宗正室。
- 覚海円成……安達泰宗の娘。北条貞時側室。

### 御内人
- 平盛綱……内管領長崎氏祖。
- 平頼綱……盛時または盛綱の子。平禅門の乱で誅殺される。
- 長崎円喜……長崎光綱の子。幕府で絶大な権力を振う。
- 長崎高資……円喜の子。

## 武士（非御家人）
- 赤松則村……赤松茂則の子。元弘の乱で天皇方で参加。
- 足助重範……足助貞親の子。笠置山の戦いに天皇方で奮戦。
- 菊池武房……菊池隆泰の子。元寇で武功を挙げる。
- 菊池武時……菊池隆盛の子。鎮西探題に対して挙兵。
- 楠木正成……足利尊氏らと討幕の立役者となる。
- 桜山茲俊……笠置山の戦いで自刃。
- 名和長年……名和行高の子。後醍醐天皇の側近。
- 村上義光……村上信泰の子。後醍醐天皇の忠臣。

## 宗教家・文化人

### 華厳宗
- 高弁……平重国の子。号は明恵。華厳宗を中興。
- 凝然……東大寺学僧。仏教史を研究。

### 法相宗
- 貞慶……藤原貞憲の子。勅諡号は解脱上人。
- 良遍……戒律の復興に尽力。

### 真言律宗
- 叡尊……慶玄の子。諡号を興正菩薩。奈良西大寺を復興。
- 忍性……伴貞行の子。

### 浄土系
- 一遍……河野通広の子。時宗の開祖。
- 法然……漆間時国の子。浄土宗の開祖。
- 親鸞……日野有範の子。浄土真宗の開祖。

### 禅
- 栄西……賀陽貞遠の子。臨済宗の開祖。
- 重源……紀季重の子。東大寺の復興に尽力。
- 道元……久我家の子。曹洞宗の開祖。
- 無学祖元……中国より来日。
- 一山一寧……元の渡来僧。

### 日蓮宗
- 日蓮……日蓮宗（法華宗）の宗祖。

### 他
- 仙覚……万葉集校本・注釈書『萬葉集註釈』著
- 度会家行……伊勢神宮（外宮）神官。
- 鴨長明……文人、歌人。
- 卜部兼好……元武士、僧侶。文人、歌人。
- 運慶……仏師。
- 快慶……仏師。